# Miłowidy (obwód brzeski)
Miłowidy (biał. Мілавіды, Milawidy) – agromiasteczko położone na Białorusi, w rejonie baranowickim obwodu brzeskiego. Miejscowość jest siedzibą sielsowietu Miłowidy.

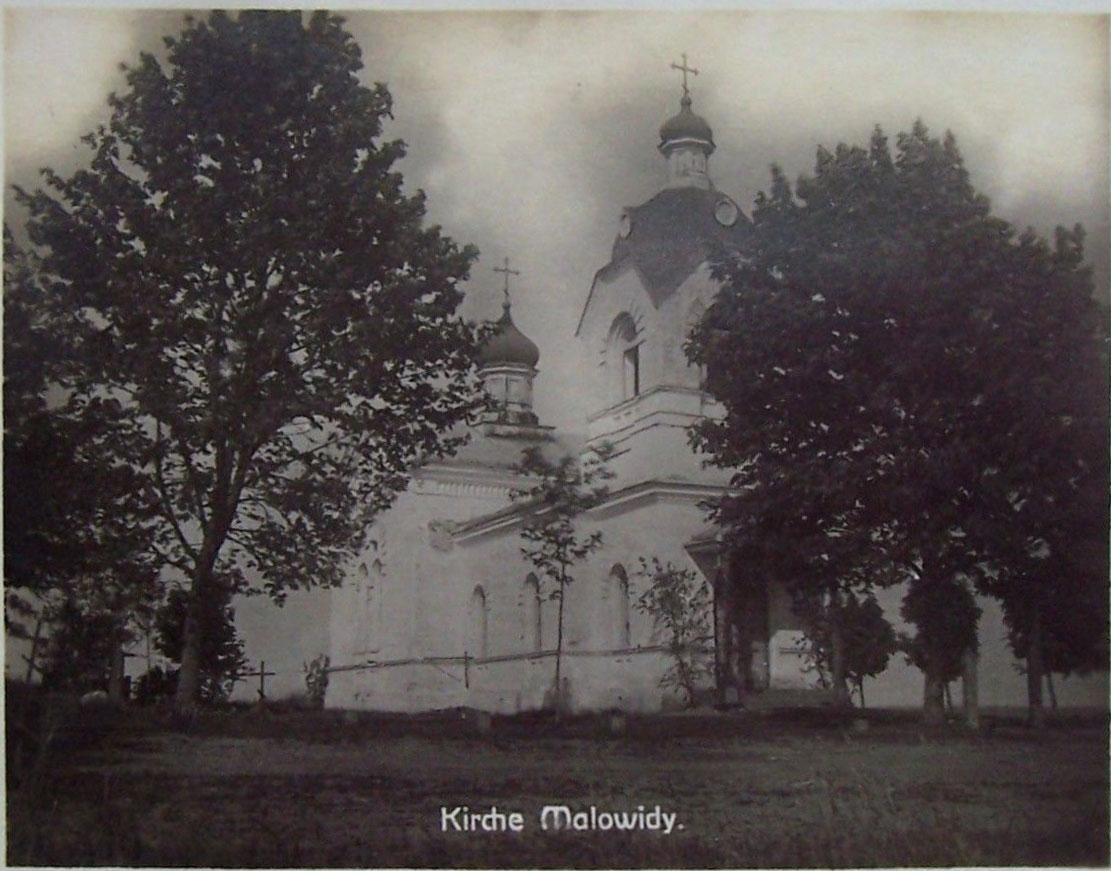
Cerkiew św. Sergiusza z Radoneża

W miejscowości stoi parafialna cerkiew prawosławna pw. św. Sergiusza z Radoneża z 1865 r. w stylu bizantyjsko-rosyjskim.